# توماس دبليو. لامب
توماس دبليو. لامب (بالإنجليزية: Thomas W. Lamb)‏ هو مهندس معماري أمريكي، ولد في 5 مايو 1870 في دندي في المملكة المتحدة، وتوفي في 26 فبراير 1942 في نيويورك في الولايات المتحدة.